# Scott Flory
(en) Statistiques sur statscrew
Scott Flory (né le 15 juillet 1976) est un joueur et entraîneur canadien de football canadien. Il a connu une carrière de 15 saisons dans la Ligue canadienne de football, toutes avec les Alouettes de Montréal, et est reconnu comme un des meilleurs joueurs de ligne offensive de son époque. Après sa carrière de joueur, il s'est joint comme entraîneur à son ancienne équipe universitaire, les Huskies de l'université de la Saskatchewan. Il a également été président de l'Association des joueurs de la LCF.

## Carrière scolaire
Scott Flory, natif de Regina, a joué au football universitaire à Saskatoon, portant les couleurs des Huskies de l'université de la Saskatchewan de 1994 à 1998. Il a été membre de l'équipe gagnante de la coupe Vanier en 1996 et en 1998.

## Carrière professionnelle
Au repêchage de la LCF de 1998, Scott Flory est choisi par les Alouettes de Montréal au troisième tour. Il fait ses débuts avec Montréal en 1999 et devient rapidement un maillon important de la ligne offensive des Alouettes. Dès sa troisième saison en 2002 il est nommé sur l'équipe d'étoiles de la division Est et sur celle de la LCF entière ; il est nommé de nouveau sur l'équipe de sa division pour les 10 années suivantes, soit jusqu'en 2012. Il obtient également la nomination pour l'équipe de la ligne toutes ces années sauf en 2004 et en 2011. Il contribue à l'accession des Alouettes à la finale de la coupe Grey à huit reprises, une période particulièrement faste pour l'équipe; celle-ci remporte le trophée en 2002, 2009 et 2010.
En 2004, Flory devient agent libre et signe avec les Roughriders de la Saskatchewan, mais il ne se présente pas au camp d'entraînement de l'équipe et les Alouettes réussissent à le récupérer au moyen d'un échange.
Scott Flory subit en juillet 2013 une grave blessure, une déchirure du biceps, qui met fin à sa saison. Au printemps suivant, il décide de mettre fin à sa carrière de joueur et annonce sa retraite le 7 mai. Peu auparavant, il avait été élu président de l'Association de joueurs de la LCF (CFL Players Association), poste qu'il conserve jusqu'en avril 2016.

## Carrière d'entraîneur
Peu après l'annonce de sa retraite, Scott Flory rejoint son ancienne équipe universitaire des Huskies à titre de  coordonnateur de l'attaque au sol, puis coordonnateur de l'offensive. Puis en mars 2017 il est nommé entraîneur-chef.

## Trophées et honneurs
- Équipe d'étoiles de la division Est : 2002 à 2012
- Équipe d'étoiles de la Ligue canadienne de football : 2002, 2003, 2005, 2006, 2007, 2008, 2009, 2010, 2011
  - Avec neuf nominations sur l'équipe d'étoiles, Flory est au second rang de l'histoire de la LCF à ce chapitre, derrière Willie Pless (en) et à égalité avec quatre autres joueurs (en date de 2017)[12].
- Meilleur joueur de ligne offensive de la LCF : 2008, 2009
- Trophée Léo-Dandurand (meilleur joueur de ligne offensive de la division Est) : 2003, 2005, 2006, 2008, 2009
- Membre du Temple de la renommée du football canadien élu en 2018.